# Нанава, Дапино Ерастовна
Дапино Ерастовна Нанава (1929 год, село Рухи, Зугдидский район, ССР Грузия) — колхозница колхоза имени Берия Рухского сельсовета Зугдидского района, Грузинская ССР. Герой Социалистического Труда (1949).

## Биография
Родилась в 1929 году в крестьянской семье в селе Рухи Зугдидского района. Трудовую деятельность начала в годы Великой Отечественной войны в колхозе имени Берия (с 1953 года — колхоз села Рухи, в последующем — колхоз «Сакартвело») Зугдидского района, председателем которого в довоенные годы был Григорий Петрович Схулухия. Трудилась рядовой колхозницей на чайной плантации в звене Бего Пахваловича Чкадуа.
В 1948 году собрала 8940 килограмм сортового зелёного чайного листа на участке площадью 0,5 гектара. Указом Президиума Верховного Совета СССР от 29 августа 1949 года удостоена звания Героя Социалистического Труда за «получение высоких урожаев сортового зелёного чайного листа и цитрусовых плодов в 1948 году» с вручением ордена Ленина и золотой медали «Серп и Молот» (№ 4582).
Этим же указом званием Героя Социалистического Труда была награждена труженицы колхоза имени Берия колхозницы Шура Самсоновна Бахтадзе и Аделина Малхазовна Парцвания.
После выхода на пенсию проживала в родном селе Рухи.